# Bombardement op Guernica

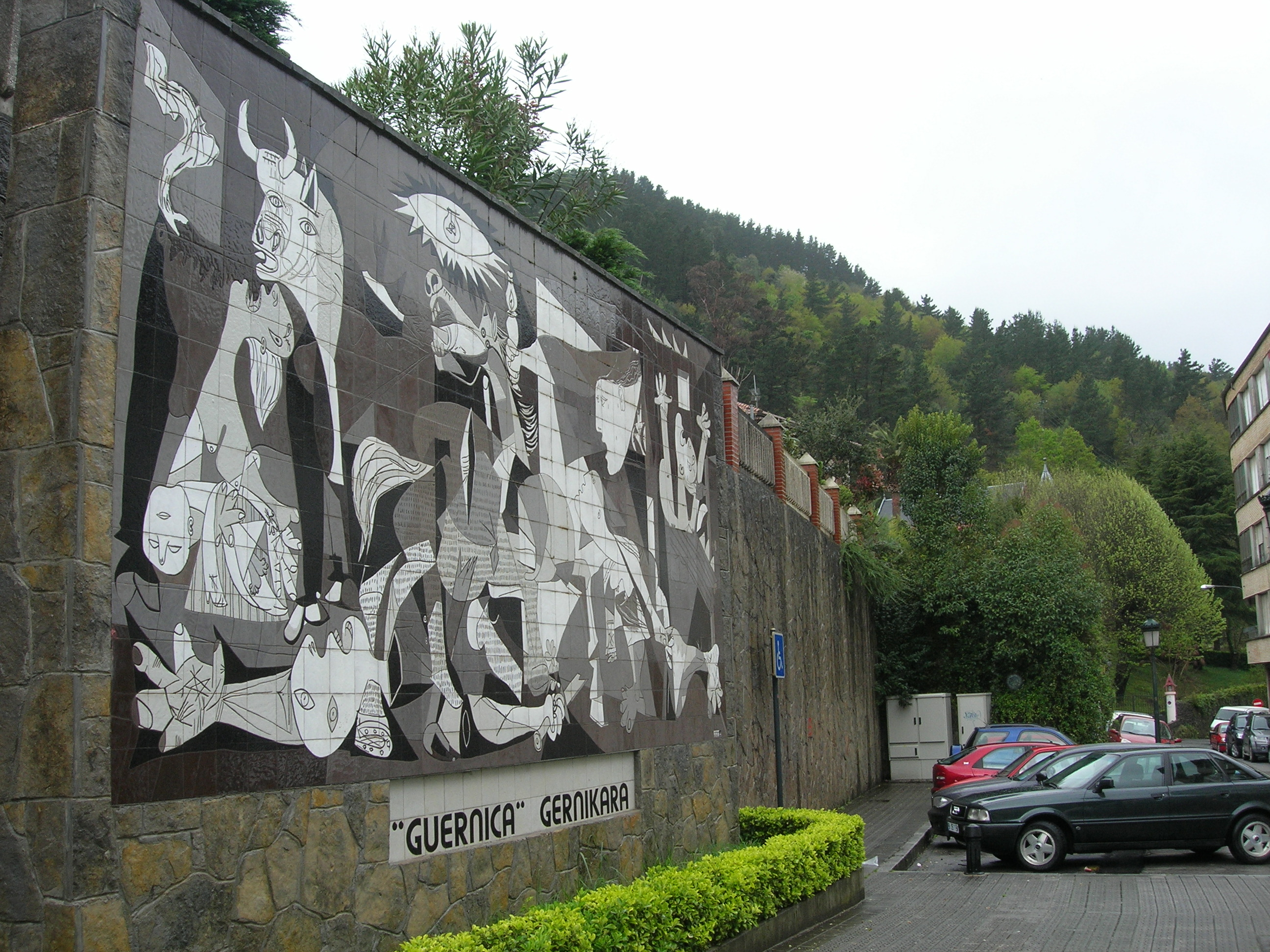
Wandschildering in Guernica, gebaseerd op Picasso's schilderij Guernica

Het bombardement op Guernica vond plaats op 26 april 1937 tijdens de Spaanse Burgeroorlog. Om de Basken, die aan de zijde van de republikeinen streden, op de knieën te dwingen werd de historische binnenstad van Guernica door de Duitse Luftwaffe platgebombardeerd. In het Midden-Oosten voerden de Britten tijdens de Grote Iraakse Revolutie in 1920 eerder een soortgelijk bombardement uit.

## Het bombardement
Op maandag 26 april 1937 was de wekelijkse markt aan de gang, waar de boeren uit de omgeving hun producten verkochten aan de ongeveer 5000 inwoners van Guernica. Plotseling werden de kerkklokken geluid om te waarschuwen voor een luchtaanval. De aanwezigen vluchtten naar de dichtstbijzijnde schuilkerkers. Op dat moment vloog één eenzame Heinkel He 111-bommenwerper van het Duitse Legioen Condor boven de stad, die zijn bommen afgooide en weer wegvloog. Vele bewoners dachten dat het gevaar geweken was en kwamen weer naar buiten om de gewonden te helpen. Vijftien minuten later kwam het volledige eskader om het plaatsje te bombarderen.
Het bleek dat veel schuilplaatsen niet bestand waren tegen de vele bommen. Daarom vluchtten vele mensen naar de velden rondom de stad. Op dat moment schoten Heinkel He 51-eskaders op de vluchtende mannen, vrouwen en kinderen. Daarop bombardeerden drie eskaders van zware Junkers Ju 52-toestellen tweeënhalf uur lang de stad met bommentapijten, bestaande uit kleine bommen, 250 kilo zware bommen, brisantbommen en brandbommen. Hele families werden begraven in hun woningen en schuilkelders. Brandende koeien, schapen en paarden renden in paniek rond totdat ze stierven.
De Baskische autonome regering beweerde dat er 1654 doden en 889 gewonden waren. Latere onderzoeken spreken van 300 tot 800 doden. Twee dagen na de aanval bezetten de troepen van Franco de stad.

## Redenen
Er is nog steeds discussie over het hoofddoel van het bombardement. Veteranen van het Condorlegioen beweren later dat het oorspronkelijke doel was om alleen de brug te vernietigen. De Engelse historicus Antony Beevor bekritiseert deze uitleg, want: "antipersonenbommen, brandbommen en mitrailleurs zijn niet effectief bij het bombarderen van stenen bruggen". De brug is niet eens geraakt door het bombardement.
De Duitse Luftwaffe-commandant Wolfram von Richthofen schreef in zijn dagboek dat de aanval samen met de Spaanse nationalisten was gepland. Op 29 april schreef hij: “Guernica moet compleet worden vernietigd.”
Rijksmaarschalk Hermann Göring zei tijdens het Proces van Neurenberg dat hij het bombardement zag als een kans om zijn nieuwe Luftwaffe te testen.

## Picasso
Naar aanleiding van dit bombardement maakte Pablo Picasso korte tijd daarna het beroemde schilderij Guernica, dat te zien was op de Wereldtentoonstelling van 1937 in Parijs. Het bevindt zich sinds 1992 in het Museo Nacional Centro de Arte Reina Sofía in Madrid